# Brigitte Schuchardt
Brigitte Schuchardt, née le 28 mars 1955 à Iéna, est une nageuse allemande spécialiste des épreuves de brasse et de quatre nages.

## Biographie
Brigitte Schuchardt remporte une médaille de bronze au 100 mètres brasse aux Championnats du monde de natation de 1973,  ainsi que la médaille d'or en relais 4 x 100 mètres 4 nages et la médaille d'argent en 400 mètres 4 nages aux Championnats d'Europe de 1970.
Elle participe aux Jeux olympiques d'été de 1972 à trois épreuves individuelles mais n'atteint pas la finale.